# Saski Baskonia B
El Saski Baskonia B es un equipo de baloncesto español con sede en la ciudad de Vitoria, que compite en la Tercera FEB, cuarto nivel del baloncesto nacional. Disputa sus partidos en el Polideportivo de Mendizorrotza. Es el filial del Saski Baskonia. Anteriormente fue conocido como Fundación 5+11 (actualmente denominada Fundación Baskonia Alavés), entidad conjunta del Baskonia y Deportivo Alavés que engloba a los equipos de cantera. Es dependiente de la Federación de baloncesto de Euskadi (Euskal Saskibaloi Federazioa).

## Denominaciones
- Araba Gorago, Alava+Activ (2000-2001)
- Fundación Baskonia (2005-2007)
- Euskotran Fundación Baskonia (2007-2009)
- TAV Fundación Baskonia (2009-2010)
- Fundación Baskonia (2010-2012)
- Fundación 5+11 (2012-2017)
- Baskonia (2017-2018)
- Grupo Eleyco Baskonia (2018-2019)
- Baskonia (2019-2022)
- Cazoo Baskonia (2022-2023)
- Baskonia (2023-)

## Temporadas
| Temporada | Nivel | División     | Pos. | Postemporada              | TR    | PO       |
| --------- | ----- | ------------ | ---- | ------------------------- | ----- | -------- |
| 2000-01   | 4     | Liga EBA     | 15.º | Descenso                  | 9-21  | –        |
| 2001-05   | 5     | 1.ª División | –    | –                         | –     | –        |
| 2005-06   | 5     | 1.ª División | 13.º | –                         | 20-10 | –        |
| 2006-07   | 5     | 1.ª División | 3.º  | –                         | 20-6  | –        |
| 2007-08   | 6     | 1.ª División | 6.º  | –                         | 13-15 | –        |
| 2008-09   | 6     | 1.ª División | 4.º  | –                         | 20-8  | –        |
| 2009-10   | 5     | 1.ª División | 15.º | –                         | 15-13 | –        |
| 2010-11   | 5     | 1.ª División | 7.º  | –                         | 16-12 | –        |
| 2011-12   | 5     | 1.ª División | 7.º  | –                         | 13-15 | –        |
| 2012-13   | 5     | 1.ª División | 16.º | [ 4 ]                     | 2-28  | –        |
| 2013-14   | 5     | 1.ª División | 9.º  | –                         | 13-15 | –        |
| 2014-15   | 5     | 1.ª División | 1.º  | [ 5 ]                     | 22-4  | –        |
| 2015-16   | 5     | 1.ª División | 5.º  | –                         | 19-7  | –        |
| 2016-17   | 5     | 1.ª División | 1.º  | Ascenso                   | 23-3  | –        |
| 2017-18   | 3     | LEB Plata    | 10.º | –                         | 13-17 | –        |
| 2018-19   | 3     | LEB Plata    | 18.º | Descenso                  | 15-19 | –        |
| 2019-20   | 4     | Liga EBA     | 8.º  | –                         | 11-11 | –        |
| 2020-21   | 4     | Liga EBA     | 9.º  | –                         | 8-12  | –        |
| 2021-22   | 4     | Liga EBA     | 3.º  | Fase final (3.º)/ Ascenso | 21-9  | (2-0)2-1 |
| 2022-23   | 3     | LEB Plata    | 14.º | Descenso                  | 7-19  | –        |
| 2023-24   | 4     | Liga EBA     | 3.º  | –                         | 19-7  | –        |
| 2024-25   | 4     | Tercera FEB  | 9.º  | –                         | 13-13 | –        |